# Achille-Paul-Théophile Delay
Achille-Paul-Théophile Delay, francoski general, * 15. november 1886, † 1. december 1965.